# Кармел-Гамлет (Нью-Йорк)
Кармел-Гамлет (англ. Carmel) — переписна місцевість (CDP) в США, в окрузі Патнем штату Нью-Йорк. Населення — 7538 осіб (2020).

## Географія
Кармел-Гамлет розташований за координатами 41°25′15″ пн. ш. 73°41′15″ зх. д. / 41.42083° пн. ш. 73.68750° зх. д. (41.420695, -73.687422).  За даними Бюро перепису населення США в 2010 році переписна місцевість мала площу 26,91 км², з яких 21,59 км² — суходіл та 5,32 км² — водойми.

## Демографія
Згідно з переписом 2010 року, у переписній місцевості мешкало 6817 осіб у 2333 домогосподарствах у складі 1726 родин. Густота населення становила 253 особи/км².  Було 2490 помешкань (93/км²).
Расовий склад населення:
| - 90,3 % — білих - 3,0 % — чорних або афроамериканців - 1,9 % — азіатів - 0,2 % — корінних американців - 2,9 % — осіб інших рас |

До двох чи більше рас належало 1,7 %. Частка іспаномовних становила 13,1 % від усіх жителів.
За віковим діапазоном населення розподілялося таким чином: 24,8 % — особи молодші 18 років, 62,4 % — особи у віці 18—64 років, 12,8 % — особи у віці 65 років та старші. Медіана віку мешканця становила 40,9 року. На 100 осіб жіночої статі у переписній місцевості припадало 98,6 чоловіків;  на 100 жінок у віці від 18 років та старших — 97,2 чоловіків також старших 18 років.
Середній дохід на одне домашнє господарство  становив 109 548 доларів США (медіана — 83 636), а середній дохід на одну сім'ю — 140 422 долари (медіана — 109 332). Медіана доходів становила 80 405 доларів для чоловіків та 51 646 доларів для жінок. За межею бідності перебувало 5,6 % осіб, у тому числі 5,4 % дітей у віці до 18 років та 4,9 % осіб у віці 65 років та старших.
Цивільне працевлаштоване населення становило 2654 особи. Основні галузі зайнятості: освіта, охорона здоров'я та соціальна допомога — 25,2 %, роздрібна торгівля — 11,6 %, будівництво — 10,5 %, науковці, спеціалісти, менеджери — 10,4 %.